# Мутинус
Мутинус (лат. Mutinus, древнеримский бог плодородия, отождествлялся с приапом) — род базидиомицетовых грибов (Basidiomycota) семейства весёлковых (Phallaceae).

## Биологическое описание
Плодовое тело гриба появляется из белого толстого шнурообразного мицелия; молодые плодовые тела называются «ведьмиными яйцами», они яйцевидной или грушевидной формы. Затем «яйца» распадаются на несколько долей.

## Виды
- Mutinus annulatus Lloyd 1907
- Mutinus annulatus F.M. Bailey 1895
- Mutinus argentinus Speg. 1887
- Mutinus bambusinus (Zoll.) E. Fisch. 1886
- Mutinus bicolor Lév. 1855
- Mutinus boninensis Lloyd 1908
- Mutinus borneensis Ces. 1879
- Mutinus bovinus Morgan 1889
- Mutinus caninus (Huds.) Fr. 1849 — Мутинус собачий
- Mutinus cartilagineus J.H. Willis 1947
- Mutinus coracoideus Kawam. 1929
- Mutinus curtisii (Berk.) E. Fisch. 1888
- Mutinus discolor (Kalchbr.) E. Fisch. 1888
- Mutinus elegans (Mont.) E. Fisch. 1888
- Mutinus fleischeri Penz. 1899
- Mutinus granulatus E. Fisch. 1927
- Mutinus hardyi (F.M. Bailey) F.M. Bailey 1913
- Mutinus inopinatus Ulbr. 1936
- Mutinus minimus Pat. 1890
- Mutinus muelleri E. Fisch. 1888
- Mutinus papuasius Kalchbr. 1875
- Mutinus pentagonus F.M. Bailey 1907
- Mutinus penzigii E. Fisch. 1910
- Mutinus proximus Berk.
- Mutinus quadrigenus Sawada 1931
- Mutinus ravenelii (Berk. & M.A.Curtis) E.Fisch., 1888 — Мутинус Равенеля
- Mutinus rugulosus Rick 1929
- Mutinus sulcatus Cooke & Massee 1889
- Mutinus watsonii (Berk.) E. Fisch. 1886
- Mutinus xylogenus Lloyd 1907